# Jorinde van Klinken
Jorinde van Klinken (Assen, 12 febbraio 2000) è una pesista e discobola olandese, vincitrice di tre medaglie europee, due d'argento ed una di bronzo.

## Palmarès
| Anno | Manifestazione  | Sede      | Evento           | Risultato | Prestazione | Note                                     |
| ---- | --------------- | --------- | ---------------- | --------- | ----------- | ---------------------------------------- |
| 2016 | Mondiali U20    | Bydgoszcz | Getto del peso   | 16ª (q)   | 14,31 m     |                                          |
| 2016 | Mondiali U20    | Bydgoszcz | Lancio del disco | 10ª       | 49,15 m     |                                          |
| 2017 | Europei U20     | Grosseto  | Getto del peso   | Argento   | 16,89 m     |                                          |
| 2017 | Europei U20     | Grosseto  | Lancio del disco | 6ª        | 51,53 m     |                                          |
| 2018 | Mondiali U20    | Tampere   | Getto del peso   | Bronzo    | 17,05 m     |                                          |
| 2018 | Mondiali U20    | Tampere   | Lancio del disco | 7ª        | 50,61 m     |                                          |
| 2018 | Europei         | Berlino   | Lancio del disco | 20ª (q)   | 54,33 m     |                                          |
| 2019 | Europei U20     | Borås     | Getto del peso   | Oro       | 17,39 m     |                                          |
| 2019 | Europei U20     | Borås     | Lancio del disco | 15ª (q)   | 47,67 m     |                                          |
| 2019 | Mondiali        | Doha      | Getto del peso   | 18ª (q)   | 58,58 m     |                                          |
| 2021 | Europei U23     | Tallinn   | Lancio del disco | Oro       | 63,02 m     |                                          |
| 2021 | Olimpiadi       | Tokyo     | Lancio del disco | 14ª (q)   | 61,15 m     |                                          |
| 2022 | Mondiali        | Eugene    | Getto del peso   | 16ª (q)   | 18,19 m     |                                          |
| 2022 | Mondiali        | Eugene    | Lancio del disco | 4ª        | 64,97 m     |                                          |
| 2022 | Europei         | Monaco    | Getto del peso   | Bronzo    | 18,94 m     |                                          |
| 2022 | Europei         | Monaco    | Lancio del disco | 4ª        | 64,43 m     |                                          |
| 2023 | Mondiali        | Budapest  | Getto del peso   | 9ª        | 19,05 m     |                                          |
| 2023 | Mondiali        | Budapest  | Lancio del disco | 4ª        | 67,20 m     | Miglior prestazione personale stagionale |
| 2024 | Mondiali indoor | Glasgow   | Getto del peso   | 16ª       | 16,88 m     |                                          |
| 2024 | Europei         | Roma      | Getto del peso   | Argento   | 18,67 m     | Miglior prestazione personale stagionale |
| 2024 | Europei         | Roma      | Lancio del disco | Argento   | 65,99 m     | Miglior prestazione personale stagionale |
| 2024 | Giochi olimpici | Parigi    | Getto del peso   | 28ª (q)   | 16,35 m     |                                          |
| 2024 | Giochi olimpici | Parigi    | Lancio del disco | 7ª        | 63,35 m     |                                          |
| 2025 | Europei indoor  | Apeldoorn | Getto del peso   | 8ª        | 18,41 m     |                                          |
| 2025 | Mondiali indoor | Nanchino  | Getto del peso   | 12ª       | 17,72 m     |                                          |

## Altre competizioni internazionali
2025
- Oro ai Campionati europei a squadre di atletica leggera ( Madrid), lancio del disco - 64,61 m